# ویلهلم توماشک

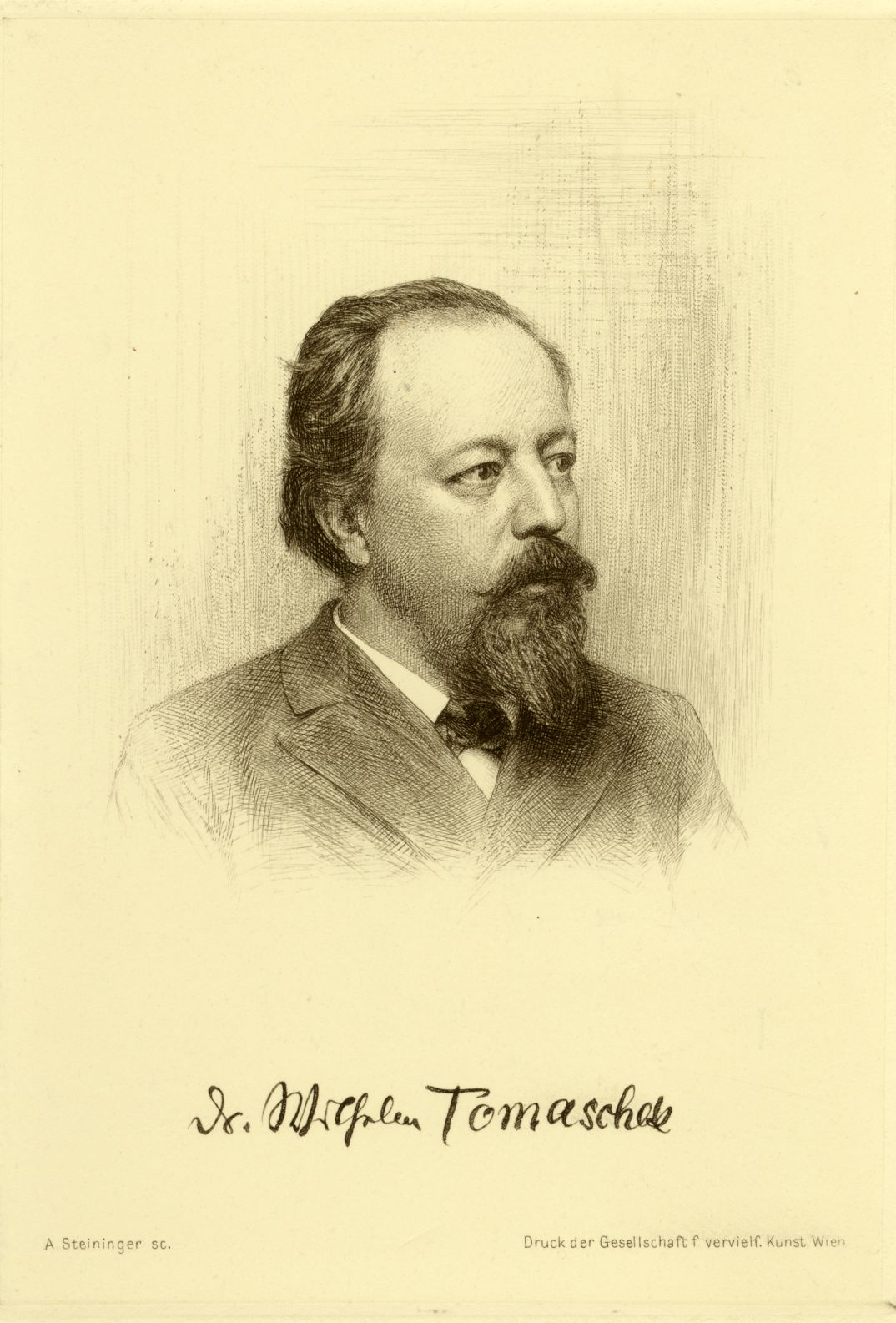
ویلهلم توماشک

ویلهلم توماشک یا ویلم توماشک (به چکی: Wilhelm Tomaschek) (زاده ۲۶ مه ۱۸۴۱، اولوموک – درگذشته ۹ سپتامبر ۱۹۰۱، وین) جغرافی‌دان و خاورشناس اهل چک - اتریش بود. او برای کارهایش در زمینه‌های توپوگرافی تاریخی و قوم نگاری تاریخی شناخته شده است.
او در اُلموتس، در موراویا، متولد شد و تحصیلات خود را در دانشگاه وین (۱۸۶۰–۶۴) به پایان رساند و پس از آن به عنوان معلم در دبیرستان‌هایی در زانکت پولتن و وین مشغول به کار شد. به واسطه جلد اول کتاب «مطالعات آسیای میانه» (Centralasiatische Studien)، در سال ۱۸۷۷ به عنوان دانشیار جغرافیا در دانشگاه گراتس منصوب شد. در سال ۱۸۸۱ به درجه استاد تمامی رسید و در سال ۱۸۸۵، به ریاست جغرافیای تاریخی در دانشگاه وین منصوب شد. در سال ۱۸۹۹، به عضویت رسمی آکادمی علوم وین درآمد.
در سال ۱۹۳۳، خیابان توماشک‌اشتراسه در منطقه فلوریدسدورف (وین) به افتخار او نامگذاری شد.

## آثار ادبی
- Centralasiatische Studien. I. Sogdiana, 1877 – Central Asian studies; Sogdiana.
- Centralasiatische Studien. II. Die Pamir-Dialekte, 1880 – Central Asian studies; Pamir dialects.
- Zur historischen Topographie von Persien. I. Die Straßenzüge der tabula Peutingeriana, 1883 – Historical topography of Persia, The streets of Tabula Peutingeriana.
- Zur historischen Topographie von Persien. II. Die Wege durch die Persische Wüste, 1885 – Historical topography of Persia. II. Routes through the Persian desert.
- Zur historischen Topographie von Kleinasien im Mittelalter, 1891 – Historical topography of Asia Minor in the Middle Ages.
- Die alten Thraker. Eine ethnologische Untersuchung. 3 volumes. Vienna: Tempsky, 1893–1894 – The ancient Thracians. An ethnographic study.[۱]